# Veljko Odalović
Veljko Odalović (Servisch: Вељко Одаловић) (Vrelo, 1956) is een Servisch politicus in Kosovo.
Veljko Odalović was Prefect van het Kosovo District, de naam van Kosovo als Autonome Provincie Kosovo en Metohija (1990-1999) en tijdens het bestuur van de Interim Administration Mission in Kosovo van de Verenigde Naties (UNMIK), als oppositie tegen het VN-bestuur. Hij was dat de eerste keer van 1998 tot 1999. Hij werd opgevolgd door Andreja Milosavljević, die hij daarop meteen weer opvolgde, waarmee hij zijn tweede termijn inging van 1999 tot 2000.
Tegenwoordig is Odalović voorzitter van de Serbian Government Commission for Missing Persons, een organisatie van de Servische regering die zich bezighoudt met vermiste niet-Albanese – voornamelijk Servische – slachtoffers in Kosovo.